# ATP Firenze 1985
L'ATP Firenze 1985 è stato un torneo di tennis giocato sulla terra rossa. È stata la 13ª edizione dell'ATP Firenze che fa parte del Nabisco Grand Prix 1985. Si è giocato a Firenze in Italia dal 20 al 26 maggio 1985.

## Campioni

### Singolare
Sergio Casal ha battuto in finale  Jimmy Arias con il punteggio di 3–6, 6–3, 6–2

### Doppio
David Graham /  Laurie Warder hanno battuto in finale  Bruce Derlin /  Carl Limberger con il punteggio di 6–1, 6–1